# The Zutons
The Zutons je engleski indie rock sastav. Osnovan je 2001. godine. 
Prvi su album objavili svibnja 2004. godine. Naslov albuma je Who Killed...... The Zutons?. Najveći su uspjeh postigle pjesme "Why Won't You Give Me Your Love?" i "Valerie" koje su im se našle na drugom studijskom albumu Tired of Hanging Around iz 2006. godine. Oba singla došla su do 9. mjesta britanske ljestvice. "Valerie" je poslije obradio Mark Ronson, a vodeći vokal u njegovoj obradi bila je Amy Winehouse. Ronsonova obrada došla je do 2. mjesta na ljestvici 2007. godine.

## Povijest
The Zutons su osnovani u Liverpoolu 2001. godine. Nadjenuli su si ime prema nadimku gitarista The Magic Banda Billa Harkleroada "Zoot Horn" (Zuton) Rollo. Dave McCabe je prije bio u Tramp Attacku, Russ Pritchard i Sean Payne u The Big Kidsima, a Seanov brat Howie Payne iz The Standsa. Zutonsi su prvo bili kvartet. Uskoro im se na pozornici pridružila Seanova djevojka Abi Harding koja je svirala nekoliko dionica na saksofonu. Harding su slušatelji dobro prihvatili i bila je vrlo omiljena. Ostalim članovima sastava svidjelo sse kako ona svirkom saksofona poboljšava njihov zvuk i uskoro je postala članica sastava, u kojem svira saksofon i pjeva.
U početku su The Zutonsi morali se boriti s usporedbama s The Coralom. Oba su sastava merseysideski prominentni sastavi liverpoolske pozornice, kod istog izdavača, istog producenta Iana Broudiea i bili su vrlo dobri prijatelji. Uz sve to McCabe je prije pisao pjesme s Jamesom Skellyjem. Vrlo je bilo teško kategorizirati glazbu The Zutonsa, pa su ju opisivali kao "punk psihodeličnog crtića" McCabe je glavni pisac pjesama. U sastave koji su utjecali na njega nabrojao je Talking Heads, Devo, Sly & the Family Stone, Dexys Midnight Runners, Sublime i Madness.

## Diskografija

### Studijski albumi
- Who Killed...... The Zutons? (2004.)
- Tired of Hanging Around (2006.)
- You Can Do Anything (2008.)

### Albumi uživo
- The Zutons Live  (2004.)
- iTunes Live (2008.)

## Vanjske poveznice
- Službene stranice  Arhivirana inačica izvorne stranice od 19. rujna 2009. (Wayback Machine)
- MySpace
- World Music Database  Arhivirana inačica izvorne stranice od 20. prosinca 2014. (Wayback Machine)